# Facidia megastigma
Facidia megastigma är en fjärilsart som beskrevs av Herrich-Schäffer 1854. Facidia megastigma ingår i släktet Facidia och familjen nattflyn. Inga underarter finns listade i Catalogue of Life.